# Yvrencheux
Yvrencheux település Franciaországban, Somme megyében. Lakosainak száma 126 fő (2022. január 1.). Yvrencheux Gapennes, Noyelles-en-Chaussée, Oneux és Yvrench községekkel határos.

## Népesség
A település népessége az elmúlt években az alábbi módon változott:
| Lakosok száma | 134  | 130  | 127  | 125  | 123  | 124  | 122  | 126  |
|               | 2013 | 2015 | 2017 | 2018 | 2019 | 2020 | 2021 | 2022 |